# Piqued Jacks
Piqued Jacks är ett italienskt rockband som bildades 2006 i Buggiano. Bandet består av det fyra medlemmarna Andrea Lazzeretti, Francesco Bini, Tommaso Oliveri och Marco Sgaramella. De representerade San Marino i Eurovision Song Contest 2023 med låten "Like an Animal".

## Bakgrund
Piqued Jacks bildades 2006 i Buggiano, Italien.
2012 arbetade de tillsammans med den Los Angeles-baserade producenten Brian Lanese på bandets tredje EP, med titeln Just a Machine, som släpptes i januari 2013. I mars 2014 arbetade de med Matt Noveskey på singlarna "Upturned Perspectives" och "No Bazooka". Bandets första studioalbum Climb Like Ivy Does släpptes 2015 och en akustisk version av albumet, med titeln Aerial Roots, släpptes 2016.
2016 lämnade trummisen Matteo Cugia bandet och ersattes av Damiano Beritelli. Han blev i sin tur ersatt av Tommaso Oliveri 2017. I juni 2018 släpptes singeln "Wildly Shine", som förproducerades av Michael Beinhorn. Fyra månader senare släppte bandet sitt andra studioalbum, The Living Past, som producerades av Dan Weller. Gitarristen Francesco Cugia lämnade bandet i april 2019 och ersattes av Marco Sgaramella. I maj 2020 blev de en del av MTV New Generation-musikbehållaren och i september samma år släpptes singeln "Safety Distance". I mars 2021 släppte deras tredje studioalbum Synchronizer. 
25 februari 2023 vann bandet den andra upplagan av Una voce per San Marino med deras opublicerade låt "Like an Animal". Gruppen fick därför representera San Marino i Eurovision Song Contest 2023. Bandet deltog i den andra semifinalen där det slutade på en sista plats med 0 poäng. Efter Eurovision släppte bandet ytterligare två låtar 2023 "Color Shades" och "The Gum" och i januari 2024 släppte de sin första singel på italienska "Aria".